# Миура, Такаси
Такаси Миура (род. 14 мая 1984 года,Митане Япония) — японский боксёр-профессионал, выступающий в второй полулёгкой весовой категории (до 58,9 кг). Чемпион мира по версии WBC (2013—2015).

## Профессиональная карьера
Миура на профессиональном ринге дебютировал в 2003 году в лёгкой весовой категории.
19 сентября 2007 года в бою за титул чемпиона Японии в лёгком весе, проиграл соотечественнику Юсукэ Кобори.
В 2009 году вышел на ринг с непобеждённым соотечественником Ёсимицу Ясиро в бою за титул чемпиона Японии в первом лёгком весе. Поединок не выявил победителя и была зафиксирована ничья. Позже состоялся реванш, Миура нокаутировал Ясиро в 7-м раунде.
31 января 2011 года Миура вышел на ринг с чемпионом мира по версии WBA, Такаси Утиямой. Миура отправил чемпиона в нокдаун в третьем раунде, но Утияма переломил бой и выиграл его досрочно. Миура проиграл.
8 апреля 2013 года Такаси Миура нокаутировал мексиканца Гамалиэля Диаса и стал новым чемпионом мира в первом лёгком весе по версии WBC. за поединок Миура четырежды отправлял мексиканца на канвас, и полностью доминировал в бою.
31 декабря 2013 года Миура нокаутировал мексиканца, Данте Джордона. 21 ноября 2015 года утратил пояс чемпиона мира, досрочно проиграв бой мексиканцу Франсиско Варгасу.

## Таблица боёв
В таблице перечислены результаты всех поединков боксёров.
В каждой строке указан результат поединка. Дополнительно номер поединка обозначен цветом, который обозначает итог поединка. Расшифровка обозначений и цветов представлена в нижеследующей таблице.
| Пример | Расшифровка                     |
| ------ | ------------------------------- |
|        | Победа                          |
|        | Ничья                           |
|        | Поражение                       |
|        | Планируемый поединок            |
|        | Поединок признан несостоявшимся |
| КО     | Нокаут                          |
| ТКО    | Технический нокаут              |
| PTS    | Решение судей (по очкам)        |
| UD     | Единогласное решение судей      |
| MD     | Решение большинства судей       |
| SD     | Раздельное решение судей        |
| RTD    | Отказ от продолжения боя        |
| DQ     | Дисквалификация                 |
| NC     | Поединок признан несостоявшимся |

| Результат | Дата             | Соперник                     | Место боя                       | Подробности      | Комментарии |
| --------- | ---------------- | ---------------------------- | ------------------------------- | ---------------- | --- |
| 31-4-2    | 15 июля 2017     | Мигель Берчельт (31-1)       | Форум, Инглвуд, Калифорния, США | UD (12)          | Бой за титул чемпиона мира по версии WBC во 2-м полулёгком весе (1-я защита Берчельта). Счёт: 108-119, 109-120, 111-116, Миура в нокдауне в 1 раунде. |
| 31-3-2    | 28 января 2017   | Мигел Роман (56-11)          | Индио, Калифорния, США          | KO 12 (12), 0:53 | Бой за звание обязательного претендента на титул чемпиона мира по версии WBC во 2-м полулёгком весе.                                                  |
| 30-3-2    | 7 мая 2016       | Джимми Борбон (5-1-2)        | Токио, Япония                   | KO 1 (10), 2;41  | |
| 29-3-2    | 21 ноября 2015   | Франсиско Варгас (22-0-1)    | Лас-Вегас, Невада, США          | TKO 9 (12), 1:31 | Утратил титул чемпиона мира по версии WBC во 2-м полулёгком весе.                                                                                     |
| 29-2-2    | 1 мая 2015       | Билли Диб (39-3)             | Токио, Япония                   | TKO 3 (12), 1:29 | Защитил титул чемпиона мира по версии WBC во 2-м полулёгком весе.                                                                                     |
| 28-2-2    | 22 ноября 2014   | Эдгар Пуэрта (23-4-1)        | Иокогама, Япония                | TKO 6 (12), 2:15 | Защитил титул WBC во втором полулёгком весе. Пуэрта в нокдауне в первом раунде.                                                                       |
| 27-2-2    | 31 декабря 2013  | Данте Хардон (24-3)          | Токио, Япония                   | TKO 9 (12), 0:55 | Защитил титул WBC во втором полулёгком весе. |
| 26-2-2    | 17 августа 2013  | Серхио Томпсон (27-2)        | Канкун, Мексика                 | UD (12)          | 114-111, 114-110, 113-112. Защитил титул WBC во втором полулёгком весе. Томпсон в нокдаунах во 2 и 6 раундах, Миура в нокдауне в 8 раунде.            |
| 25-2-2    | 8 апреля 2013    | Гамалиэль Диас (37-9-2)      | Токио, Япония                   | TKO 9 (12), 1:21 | Выиграл титул WBC во втором полулёгком весе (первый титул чемпиона мира в карьере Миуры). Диас в нокдаунах в 3, 6, 7, 9 раундах.                      |
| 24-2-2    | 27 октября 2012  | Рюдзи Мигаки (17-3)          | Токио, Япония                   | TKO 1 (10), 1:37 | |
| 23-2-2    | 2 июня 2012      | Дессон Цагонг (11-6)         | Токио, Япония                   | TKO 2 (8), 2:35  | |
| 22-2-2    | 4 февраля 2012   | Ар Джей Аноос (7-2-1)        | Токио, Япония                   | UD (8)           | Счёт: 78-74, 78-75, 77-76. |
| 21-2-2    | 18 октября 2011  | Хорхе Перес (15-8-1)         | Токио, Япония                   | UD (10)          | Счёт: 99-90, 99-91, 99-91. |
| 20-2-2    | 31 января 2011   | Такаси Утияма (16-0)         | Токио, Япония                   | RTD 8 (12), 3:00 | Бой за титул WBA во втором полулёгком весе. Утияма в нокдауне в 3 раунде.                                                                             |
| 20-1-2    | 2 октября 2010   | Такаси Инагаки (12-8-1)      | Токио, Япония                   | TKO 9 (10), 1:21 | Защитил титул чемпиона Японии во втором полулёгком весе.                                                                                              |
| 19-1-2    | 5 июня 2010      | Хирото Такэсита (13-8-1)     | Токио, Япония                   | TKO 3 (10), 2:57 | Защитил титул чемпиона Японии во втором полулёгком весе.                                                                                              |
| 18-1-2    | 6 февраля 2010   | Сэйити Окада (10-0)          | Токио, Япония                   | SD (10)          | 96-93, 96-93, 94-96. Защитил титул чемпиона Японии во втором полулёгком весе.                                                                         |
| 17-1-2    | 10 октября 2009  | Масаюки Когути (19-5-2)      | Токио, Япония                   | UD (10)          | 100-87, 100-90, 99-89. Защитил титул чемпиона Японии во втором полулёгком весе.                                                                       |
| 16-1-2    | 4 июля 2009      | Ёсимицу Ясиро (21-0-2)       | Токио, Япония                   | TKO 7 (10), 0:30 | Выиграл титул чемпиона Японии во втором полулёгком весе.                                                                                              |
| 15-1-2    | 17 января 2009   | Ёсимицу Ясиро (21-0-1)       | Токио, Япония                   | PTS (10)         | 96-94, 95-95, 94-94. Бой за титул чемпиона Японии во втором полулёгком весе.                                                                          |
| 15-1-1    | 6 октября 2008   | Даочай Ситсоэй (0-3)         | Токио, Япония                   | KO 3 (8), 2:33   | |
| 14-1-1    | 4 июня 2008      | Инсее Ситкавпон 1996 (Дебют) | Токио, Япония                   | KO 1 (8), 1:37   | |
| 13-1-1    | 3 марта 2008     | Даорунг Ситсоэй (0-4)        | Токио, Япония                   | KO 2 (8), 1:50   | |
| 12-1-1    | 15 сентября 2007 | Юсукэ Кобори (20-2-1)        | Токио, Япония                   | UD (10)          | 92-97, 92-96, 94-96. Бой за титул чемпиона Японии во втором полулёгком весе.                                                                          |
| 12-0-1    | 14 апреля 2007   | Монгколчай Саэндиджим (0-5)  | Токио, Япония                   | KO 2 (8), 1:05   | |
| 11-0-1    | 18 ноября 2006   | Денланго Тор Тьебкон (0-3)   | Токио, Япония                   | UD (8)           | 80-73, 80-73, 80-73. |
| 10-0-1    | 1 июля 2006      | Хидэкадзу Мацунобу (31-7-2)  | Токио, Япония                   | KO 3 (10)        | |
| 9-0-1     | 4 марта 2006     | Кэнтаро Огура (6-7-1)        | Токио, Япония                   | KO 1 (8), 2:50   | |
| 8-0-1     | 7 декабря 2005   | Пхонгпетч Чуватана (8-13)    | Токио, Япония                   | TKO 1 (8), 1:48  | |
| 7-0-1     | 22 сентября 2005 | Бунчай Кьятпайлин (0-6)      | Акита, Япония                   | TKO 5 (8), 1:24  | |
| 6-0-1     | 28 апреля 2005   | Сингсамут Эасампан (4-5)     | Токио, Япония                   | TKO 6 (8), 1:55  | |
| 5-0-1     | 4 декабря 2004   | Акинори Судзуки (8-5-2)      | Токио, Япония                   | PTS (8)          | 78-77, 76-77, 77-77. |
| 5-0       | 7 августа 2004   | Хидэки Танака (2-4)          | Токио, Япония                   | TKO 3 (8), 2:32  | |
| 4-0       | 12 мая 2004      | Сандтора Саэндиджим (Дебют)  | Токио, Япония                   | KO 1 (8), 2:55   | |
| 3-0       | 26 февраля 2004  | Осаму Накамура (3-3-3)       | Токио, Япония                   | TKO 3 (8), 2:04  | |
| 2-0       | 9 сентября 2003  | Падеджсуэк Твинджим (0-1)    | Токио, Япония                   | KO 1 (6), 2:07   | |
| 1-0       | 12 июля 2003     | Ютака Сато (4-3-2)           | Иокогама, Япония                | UD (6)           | 60-56, 60-57, 59-56. |